# Entella angolensis
Entella angolensis es una especie de mantis de la familia Mantidae.

## Distribución geográfica
Se encuentra en Angola.